# Riofrío de Aliste
Riofrío de Aliste é um município da Espanha na província de Zamora, comunidade autónoma de Castela e Leão, de área 111,37 km² com população de 951 habitantes (2007) e densidade populacional de 9,15 hab/km².

## Demografia
| Variação demográfica do município entre 1991 e 2004 | Variação demográfica do município entre 1991 e 2004 | Variação demográfica do município entre 1991 e 2004 | Variação demográfica do município entre 1991 e 2004 |
| --------------------------------------------------- | --------------------------------------------------- | --------------------------------------------------- | --------------------------------------------------- |
| 1991                                                | 1996                                                | 2001                                                | 2004                                                |
| 1160                                                | 1135                                                | 1023                                                | 1019                                                |